# Scopula nesciaria
Scopula nesciaria là một loài bướm đêm trong họ Geometridae.